# Cleantes
Cleantes de Aso (Κλεάνθης, Aso, de la Tróade, 330 a 300 a. C. - 232 a. C.) fue un filósofo de la escuela estoica y discípulo y sucesor de Zenón de Citio (333 - 254 a. C.).

## Biografía
De humildísimo origen, Cleantes es un ejemplo de perseverancia y del dicho «más vale tarde que nunca», pues no fue sino hasta los 50 años que pudo estudiar filosofía. Hasta esa edad tuvo que ganarse la vida como púgil, pasando luego a Atenas, donde fue hortelano y porteador, cargando pesadas rocas con agua para un jardinero. Entró entonces en la escuela de Zenón, llamada simplemente Pórtico, y a la muerte de este en el 264 a. C. fue su sucesor, dirigiéndola hasta que murió muchos años después, ya con 100 Años de edad. Rechazó la ciudadanía ateniense para no agraviar a su lugar natal. Una fundada tradición afirma que, al igual que su maestro, se habría dejado morir de hambre. Muy fiel a la doctrina de su maestro, polemizó no solo con platónicos, escépticos y epicúreos, sino con su correligionario estoico Crisipo, que fue sin embargo su sucesor. El rigor de su conducta no le impidió leer a los poetas, a los que interpretó arbitrariamente, ni cultivar la poesía, que consideró indispensable junto a la música para rendir culto a los dioses y como preciada ayuda para intuir lo divino (Filodemo, De música, 28, 1).
Entre sus discípulos se encuentra Crisipo. Según Diógenes Laercio, dividió la filosofía en seis partes: dialéctica, retórica, ética, política, física y teología, aumentando las tres que había hecho Zenón.
Sabemos algo de sus ideas por Diógenes Laercio y por Ario Dídimo, quien escribió sobre él en tiempos de Octavio:
- Proponía vivir de acuerdo con la Naturaleza, porque así se obra correctamente.
- Cuando esto ocurre, cuando las obras son las correctas, se alcanza la virtud.
- La salud y las riquezas son bienvenidas, pero también prescindibles.

Escribió mucho, unas cincuenta obras en su mayor parte de tema moral, pero solo ha perdurado hasta la actualidad un himno a Zeus a quien llama Príncipe y Amo de la Naturaleza, en donde refleja su respeto al orden natural establecido, con frases como 

Es a ti a quien obedece todo este universo que gira alrededor de la tierra.

 Pues continuó la filosofía de Zenón en cuanto a la física o el vivir de "acuerdo a la naturaleza", la naturaleza entendida como la humana. 

Tú diriges con rectitud la razón común que penetra todas las cosas.

Tras su muerte, el senado romano erigió una estatua en su honor en Aso.
Diógenes Laercio relata su muerte del modo siguiente: le aquejó una enfermedad en las encías, de forma que los médicos le aconsejaron no comer nada. A los dos días las encías se habían sanado, así que los galenos le dijeron que ya podía volver a comer como acostumbraba. Sin embargo, Cleantes repuso que ya llevaba mucho camino realizado y no volvió a comer hasta que murió, poco después.

## Filosofía
En los fragmentarios escritos que sobreviven de Cleantes podemos apreciar su gran atención en el papel de la Divinidad en el mundo, identificando por igual que el que actúa virtuosamente actúa conforme a los designios de la Divinidad porque esta “impregna al universo”. Y, al igual que su maestro Zenón, asegura que “el fin es vivir de acuerdo a la naturaleza”. Un cambio de énfasis de este filósofo con respecto a Zenón parece radicar en que puso mayor atención y esfuerzo en argumentar y justificar la repulsión al Placer. Aludiendo -alegóricamente- que la posición hedonista del epicureísmo, aunque no repudiara la virtud, era como una situación donde las virtudes debían de estar al servicio del Placer. Como si la virtud consistiera también en orientar al Placer y evitar que este cometiera excesos, perjuicios a la gente, insultos a las leyes o costumbres, y cuidarlo para que no se pierda. Lo referido es una manera muy “estoica” de ver las cosas referentes a las virtudes. En contraste, en las proposiciones de Zenón no encontramos un ataque claro y directo contra el encumbramiento del Placer, quizá solo se concretó en catalogarlo como un indiferente.
A diferencia de otros estoicos, como su discípulo Crisipo, Cleantes solo reconoce una Naturaleza, la universal, negando que hubiera una naturaleza “particular del hombre”. Esta diferencia no es trivial pues puede acarrear problemáticas al sistema estoico en general, porque si hay una división entre la Naturaleza universal y la naturaleza humana como refiere Crisipo, entonces podría haber actos que pudieran ser coherentes con la Naturaleza universal pero no con la naturaleza humana, y viceversa.
La posición de Cleantes de reconocer solo a la Naturaleza universal proviene de aquel énfasis que puso en subrayar el papel de la Divinidad-Zeus en el desarrollo del cosmos en su totalidad. Porque identificaba plenamente a la Naturaleza con la Divinidad, con la Providencia, con el Destino y con Zeus, y nada, absolutamente nada, acontecía sin la voluntad y la aquiescencia de la Naturaleza-Destino-Providencia. Séneca nos hace referencia a ello en unos versos de Cleantes: 

Condúceme, oh padre, y señor del excelso polo,

A donde te plazca; no hay demora alguna en obedecerte.

Me hago presente sin pereza. Haz que no quiera: te seguiré llorando,

Y sufriré como malo lo que podía sufrir como bueno.

Los hados conducen al que quiere; arrastran al que no quiere.

El semitista Johan C. Thom afirmó que con Cleantes la filosofía comenzó a operar como una forma de religión desde la época helenística en adelante.